# جائزة فرنسا الكبرى 1930
جائزة فرنسا الكبرى 1930 هو سباق فورمولا 1.